# Bestla (lune)
Bestla (désignation provisoire S/2004 S 18) est l'une des lunes de Saturne. Sa découverte fut annoncée par Scott S. Sheppard, David Jewitt, Jan Kleyna et Brian G. Marsden le 4 mai 2005, d'après des observations faites entre le 13 décembre 2004 et le 5 mars 2005.
Bestla mesure environ 7 kilomètres de diamètre, elle fait le tour de son orbite en 1088 jours. 
Elle tire son nom de la mythologie nordique, dans laquelle la géante Bestla est la mère du dieu Odin.
L'excentricité de son orbite, multi-périodique, est comprise entre 0,47 et 0,76 environ (cf. site de l'IMCCE qui permet de calculer les éphémérides des satellites des planètes dans une fourchette de dates pour lesquelles les calculs peuvent s'appliquer)
http://nsdb.imcce.fr/multisat/nssephmf.htm.
Le tableau ci-dessous est un condensé de valeurs calculées en ligne sur le site de l'IMCCE suivant un modèle de calcul choisi, pour l'exemple, a priori.  
| 09/01/2005 | 0.76 |  |  |
| ---------- | ---- |  |  |
| 04/01/2008 | 0.72 |  |  |
| 08/01/2009 | 0.66 |  |  |
| 08/01/2011 | 0.61 |  |  |
| 04/01/2027 | 0.54 |  |  |
| 10/01/2041 | 0.45 |  |  |

Entre les différentes époques du tableau, la valeur oscille (elle diminue puis réaugmente, etc.).  

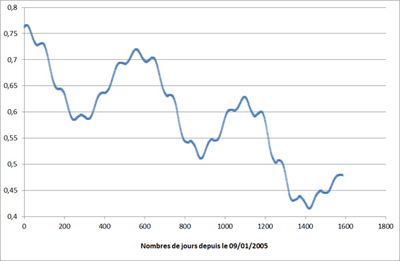
Variation de l'excentricité de l'orbite du satellite Bestla entre 2005 et 2041.